# Каријати (Ређо ди Калабрија)
Каријати је насеље у Италији у округу Ређо ди Калабрија, региону Калабрија.
Према процени из 2011. у насељу је живело 86 становника. Насеље се налази на надморској висини од 88 м.